# Duruelo de la Sierra
Duruelo de la Sierra es una localidad y también un municipio de la provincia de Soria, partido judicial de Soria, comunidad autónoma de Castilla y León, España. Pueblo de la comarca de Pinares.
Está situado en plena sierra de Urbión, que es la denominación que reciben al penetrar en la provincia de Soria los montes que conforman parte del sistema Ibérico, y donde se encuentra el Pico de Urbión, que es el punto más alto del municipio con sus 2228,76 m.
Es aquí donde nace uno de los principales cursos de agua de España: el río Duero, que en sus primeros 26 km de recorrido salva más de 800 m de desnivel, uniéndosele ya en el núcleo urbano por su vertiente derecha el río Triguera.

## Geografía
Tiene un área de 44,84 km², con una población de 1313 habitantes y una densidad de 29,28 hab./km², y una altura de unos 1200 m en el pueblo, la cota más alta del municipio son los Picos de Urbión a 2228,76 m s. n. m. en su punto más alto.
Desde el punto de vista jerárquico de la Iglesia católica forma parte de la diócesis de Osma la cual, a su vez, es sufragánea de la archidiócesis de Burgos.

### Clima
Duruelo de la Sierra posee un clima de Montaña asociada al clima mediterráneo, no continentalizado, por la leve influencia de la aridez estival y el paso de frentes durante las estaciones de otoño e invierno.
Los inviernos son fríos y prolongados, en los que son abundantes las precipitaciones en forma de nieve en los meses de diciembre a febrero. Las temperaturas mínimas en estos meses raramente superan los 0 °C.
El verano es corto y suave gracias a las masas montañosas periféricas, con dos-tres meses de estiaje en los que las gramíneas de "los rasos" se agostan. Aparte de raros frentes, que precipitan en la localidad, son habituales las tormentas de verano. La temperatura más elevadas suelen rondar los 25-30 °C.
Existe una estación meteorológica en dicho término que actualiza y ofrece datos contrastados.

### Medio ambiente
En su término e incluidos en la Red Natura 2000 los siguientes lugares:
- Lugar de Interés Comunitario conocido como Riberas del Río Duero y afluentes, ocupando 48 hectáreas, el 1 % de su término.[2]
- Lugar de Interés Comunitario conocido como Sierras de Urbión y Cebollera ocupando 817 hectáreas, el 18 % de su término.[3]
- Zona Especial Protección de Aves conocida como Sierra de Urbión ocupando 817 hectáreas, el 18 % de su término.[4]

### Flora
En cuanto a la flora destaca el pino albar (Pinus sylvestris), especie predominante en la zona debido a la gran calidad de su madera y a la forma de explotación de ésta. También existen algunas zonas con algunos ejemplares de pino negral (Pinus pinaster). El sotobosque lo forman el helecho, el brezo blanco, el brezo común y el roble. En las zonas menos accesibles del bosque, como barrancos y desfiladeros, se conservan algunos ejemplares aislados de tejo y acebo, así como algunas hayas y grandes robles; todos ellos son los últimos vestigios de la diversidad de especies que antiguamente poblaron estas tierras.

### Fauna
En cuanto a la fauna, en Duruelo de la Sierra y alrededores se pueden encontrar las siguientes especies:
- Mamíferos: ciervo común (Cervus elaphus), corzo (Capreolus capreolus), jabalí (Sus scrofa), zorro (Vulpes vulpes), gato montés (Felis silvestris), nutria (Lutra lutra), garduña (Martes foina), tejón (Meles meles), liebre (Lepus europaeus), conejo (Oryctolagus cuniculus), ardilla roja (Sciurus vulgaris), comadreja (Mustela nivalis), erizo común (Erinaceus europaeus), lirón careto (Eliomys quercinus) y otros micromamiferos como ratas, ratas de agua, ratones, topillos, musarañas, murciélagos y pequeñas rarezas como el Desmán de los Pirineos (Galemys pyrenaicus).
- Aves: águila real (Aquila chrysaetos), halcón peregrino (Falco peregrinus), alcotán (Falco subbuteo), cernícalo vulgar (Falco tinnunculus), buitre leonado (Gyps fulvus), azor (Accipiter gentilis), gavilán (Accipiter nisus), águila calzada (Hieraaetus pennatus), ratonero común (Buteo buteo), milano negro (Milvus migrans), milano real (Milvus milvus), búho real (Bubo bubo), lechuza común (Tyto alba), cárabo común (Strix aluco), búho chico (Asio otus), autillo europeo (Otus scops), mochuelo común (Athene noctua), chotacabras pardo (Caprimulgus ruficollis), cuervo común (Corvus corax), corneja negra (Corvus corone), urraca (Pica pica), arrendajo (Garrulus glandarius), chova piquirroja (Pyrrhocorax pyrrhocorax), cigüeña blanca (Ciconia ciconia), garza real (Ardea cinerea), ánade real (Anas platyrhynchos), paloma zurita (Columba oenas), cuco (Cuculus canorus), zorzal charlo (Turdus viscivorus), mirlo común (Turdus merula), estornino (Sturnus vulgaris), piquituerto común (Loxia curvirostra), pinzón vulgar (Fringilla coelebs), jilguero (Carduelis carduelis), verderón común (Carduelis chloris), verderón serrano (Carduelis citrinella), lúgano (Carduelis spinus), petirrojo (Erithacus rubecula), martín pescador (Alcedo atthis), trepador azul (Sitta europaea), pito real (Picus viridis), pico picapinos (Dendrocopos major), abubilla (Upupa epops) y otros pequeños pájaros como el carbonero común, el carbonero garrapinos, el colirrojo tizón, el chochín, la alondra común, el ruiseñor común, el alcaudón real, el mito, el agateador común, el avión común, el vencejo común, la golondrina, el herrerillo común, el herrerillo capuchino, la lavandera blanca, el mirlo acuático, el ruiseñor, etc.
- Reptiles: lagarto verde (Lacerta viridis), lagartija común (Podarcis hispanica), lución (Anguis fragilis), culebra viperina o culebra de agua (Natrix maura), Culebra lisa meridional (Coronella girondica)
- Anfibios: rana común (Rana perezi), ranita de San Antonio (Hyla arborea), sapo común (Bufo bufo), sapo partero (Alytes obstetricans), tritón palmeado (Triturus helveticus), tritón jaspeado (Triturus marmoratus), salamandra (Salamandra salamandra)

## Historia
El censo de Pecheros de 1528, en el que no se contaban eclesiásticos, hidalgos y nobles, registraba la existencia 69 pecheros, es decir unidades familiares que pagaban impuestos. En el documento original, figura como Duruelo.
A la caída del Antiguo Régimen la localidad se constituye en municipio constitucional, entonces conocido como Duruelo en la región de Castilla la Vieja, partido de Soria que en el censo de 1842 contaba con 71 hogares y 287 vecinos. Hacia mediados del siglo XIX, el lugar tenía unas 69 casas. La localidad aparece descrita en el séptimo volumen del Diccionario geográfico-estadístico-histórico de España y sus posesiones de Ultramar de Pascual Madoz de la siguiente manera:

DURUELO: l. con ayunt. en la prov. y part. jud. de Soria (8 leg.), aud. terr. y c. g. de Burgos (15), dióc. de Osma (8). sit. á la falda S. de la sierra de Urbion, y combatido de los vientos N. y O.; su clima es bastante frio, y las enfermedades mas comunes escrófulas, fiebres gástricas y afecciones del pecho: tiene 69 casas; la de ayunt. con cárcel; escuela de instruccion primaria, concurrida por 50 alumnos, á cargo de un maestro á la vez sacristan, dotado con 1100 rs., varias fuentes de buenas aguas. 1 igl. parr. de primer ascenso (el Smo. Cristo), servida por un cura de provision real y ordinaria, previo concurso: confina el térm. con los de Viniegra, Neila, Cobaleda y Regumiel: dentro de él se encuentran varías fuentes y la famosa laguna llamada de Urbion, de inmensa profundidad y 833 pasos de circunferencia, de cuyas aguas se forma el caudaloso r. Duero, sobre el que hay dentro de la jurisd., 2 puentes, uno de madera y otro de piedra con dos arcos; hállanse también en diferentes direcciones hasta cuatro ermitas dedicadas á San Martin, San Gabriel, Sta. Marina y Sta. Ana: el terreno participa de montuoso y llano; es arenoso, y tiene buenos prados y por todas partes bosques de robustos pinos y de la mejor calidad. caminos: los locales, los que dirigen á Soria, Burgos y Burgo de Osma transitables para las carreterías. correo: se recibe y despacha en la adm. de Soria por un balijero; llega los domingos, y sale los viernes, prod.: yerba, algo de patata y berza, y abundante y escelente madera de pino; se cria ganado vacuno, caza de venados, corzos, jabalíes y alguna liebre, y en el Duero se pescan esquisitas truchas. ind.: 2 molinos harineros y 4 sierras de agua, en las que se corta toda clase de tablazon y maderage: tambien se dedican muchos vec. á la tragineria con carretas. comercio: esportacion de tablas y maderos, é importacion de cereales y demas artículos de consumo. pobl.: 71 vec. y 287 alm. cap. prod.: 17 964 rs. y 26 mrs.
(Madoz, 1847, p. 428)

## Geografía humana

### Demografía
Cuenta con una población de 1026 habitantes (INE 2024).
| Gráfica de evolución demográfica de Duruelo de la Sierra entre 1842 y 2021                                                                                            |
| |
| Población de derecho según los censos de población del INE Población de hecho según los censos de población del INEEn estos censos se denominaba Duruelo: 1842 y 1857 |

### Economía
- Aprovechamientos forestales: se reparte entre los vecinos la ganancia de la venta de los pinos del monte, según el sistema de la "suerte de los pinos", un modo tradicional, característico de la zona, de administración de los bienes comunales producidos por el pinar.
- Industria de la madera y mueble: existe un gran polígono industrial que actualmente se está ampliando. Muchas de las empresas funcionan en régimen de cooperativa.
- Serramiento de la madera: existen varios aserraderos donde los pinos se convierten en tablones y se venden por España y el extranjero.

#### La suerte de pinos

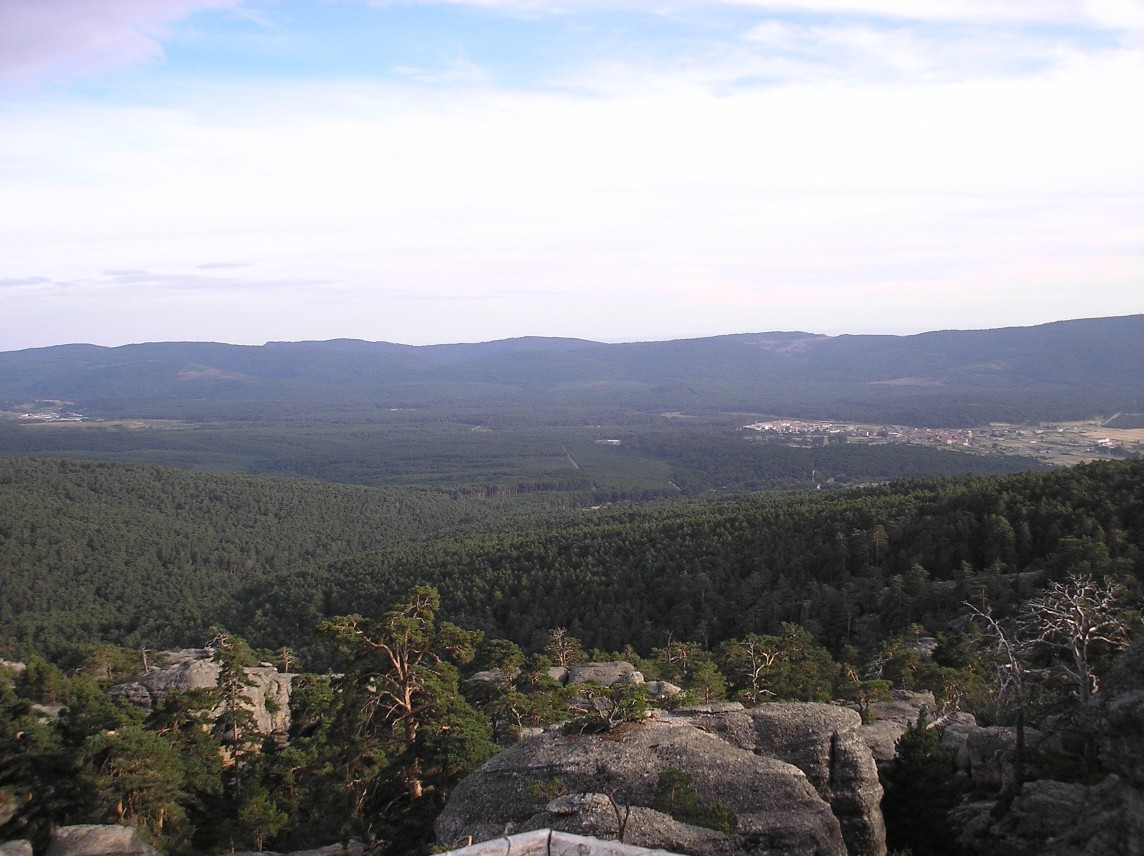
Mirador de Castroviejo. Al fondo se aprecian: Duruelo de la Sierra y Covaleda entre el pinar.

La "suerte de los pinos" es un modo tradicional de gestión de los recursos forestales y un privilegio de posesión comunal del bosque cuyo origen se remonta a las "Cartas Pueblas", concedidas a las poblaciones de la zona para fomentar el asentamiento. Fernando III el Santo en 1288, concede estos derechos de explotación comunal a los que fuesen a poblar el valle del río Gomiel. Estos derechos fueron confirmados posteriormente por otros reyes, Fernando IV en 1342, Alfonso XI en 1356, Pedro I en 1390, Enrique II en 1409, Enrique III, Juan II, Enrique IV, los Reyes Católicos y Felipe II.

## Administración y política
| Periodo   | Nombre                                                                           | Partido                                |
| --------- | -------------------------------------------------------------------------------- | -------------------------------------- |
| 1979-1983 | n/d                                                                              | n/d                                    |
| 1983-1987 | Mariano Asenjo de Miguel                                                         | Partido Socialista Obrero Español      |
| 1987-1991 | Román Martín Simón                                                               |                                        |
| 1991-1995 | Francisco Javier Hernández Hervás                                                | Partido Socialista Obrero Español      |
| 1995-1999 | Román Martín Simón                                                               | PP                                     |
| 1999-2003 | Timoteo Hernando Escribano (hasta 2001, moción de censura) Mónica Lafuente Ureta | PP · Partido Socialista Obrero Español |
| 2003-2007 | Román Martín Simón                                                               | PP                                     |
| 2007-2011 | Román Martín Simón                                                               | PP                                     |
| 2011-2015 | Román Martín Simón                                                               | PP                                     |
| 2015-2019 | Alberto Abad Escribano                                                           | Partido Socialista Obrero Español      |
| 2019-2023 | Alberto Abad Escribano                                                           | Partido Socialista Obrero Español      |
| 2023-act. | María Cristina Rubio Blasco                                                      | Partido Popular                        |

## Monumentos y lugares de interés
- Iglesia de San Miguel Arcángel del siglo XII, ampliada en el siglo XVI.
- Necrópolis medieval, datada en los siglos IX y X.

### Parajes
- Castroviejo
- Fuente del Berro.
- Nacimiento del río Duero.
- Cabeza Alta.
- Cueva Serena.
- Cuerdalagraja.
- La Chorla.
- Laguna de Urbión.
- Picos de Urbión: desde ellos se divisa todo el valle.
- Peñas blancas.
- Laguna de Marigómez.

## Cultura

### Fiestas
- Santa Marina: 17 y 18 de julio.
- Carnaval: Martes de Carnaval
- El Cristo: del 13 al 17 de septiembre.
- San Miguel Arcángel: 28 y 29 de septiembre.

### Tradiciones
- La rueda, baile popular recuperado.
- Ronda de Mozos: recorre el pueblo el Martes de Carnaval y el día de Santa Marina. Posteriormente todos los Mozos disfrutan de una comida a base de ajo carretero y cabrito asado.
- Colgar al Judas: los quintos correspondientes (generación que cumple los 18 años) cuelgan en la madrugada del Sábado Santo al Domingo de Resurrección un muñeco realizado esa madrugada por ellos (un mono de trabajar relleno de paja por lo general) en el frontón del pueblo
- Quitar el manto a la virgen: se realiza en el frontón el Domingo de Resurrección. Se hace una puja para quitarle el manto de luto a la Virgen.
- Pingar el mayo (tradición recuperada): se realiza antes del Pregón de fiestas (13 de septiembre).

### En el cine
En el paraje de Cueva Serena y sobre todo en el de Castroviejo transcurre gran parte de la película Cabalgando hacia la muerte (La sombra del Zorro) (1962) de Joaquín Luis Romero Marchent, director de otros Western y de la serie Curro Jiménez.
Algunas escenas de la película Doctor Zhivago (1965), de David Lean, con Omar Sharif como protagonista, fueron filmadas en los pinares cercanos.
Más recientemente, en 2007, se rodaron también en Castroviejo algunas secuencias de la película El rey de la montaña, dirigida por Gonzalo López-Gallego y protagonizada por Leonardo Sbaraglia y María Valverde. De hecho casi toda la película transcurre por los pinares de la zona (Duruelo de la Sierra, Quintanar de la Sierra, Covaleda, Salduero, Vinuesa, El Quintanarejo y otros).

## Ciudades hermanadas
- Oporto (Portugal)
- Duruelo (España)

### Hermanamiento con Oporto
Fue en el año 1989 cuando Duruelo de la Sierra y Oporto se hermanaron con el río Duero como eje conductor. Gracias a la instauración de la Ruta del Duero, la localidad mantiene contactos con Portugal de cara a mejorar este recurso. En los últimos tiempos los vínculos son cada vez más fuertes.
La idea se gestó y salió adelante con propuestas de acercamiento cultural y lúdico, uniendo dos realidades distintas, en dos países diferentes España y Portugal, y con unas dimensiones de población muy diversas, la ciudad de Oporto y el pueblo de Duruelo de la Sierra.
En el año 2009 se celebró el 20.º aniversario de este acontecimiento.

### Hermanamiento con Duruelo (Segovia)
El día 14 de septiembre de 2013, día mayor de las fiestas del Santo Cristo de las Maravillas, Duruelo de la Sierra y Duruelo se hermanaron.